# Сент Мари (Квебек)
Сент Мари (фр. Sainte-Marie) је град у Канади у покрајини Квебек. Према резултатима пописа 2011. у граду је живело 12.889 становника.

## Становништво
Према резултатима пописа становништва из 2011. у граду је живело 12.889 становника, што је за 11,3% више у односу на попис из 2006. када је регистровано 11.584 житеља.
| 2006.  | 2011.  |
| ------ | ------ |
| 11.584 | 12.889 |